# Papir 104
El Papir 104 és un dels pocs manuscrits primitius que sobreviuen de l'Evangeli segons Mateu, aquest petit fragment de papir es compon de sis versets, i està datat a finals de segle ii.
El text del manuscrit és de Mateu 21:44, aquest verset s'omet en el Còdex Bezae. En l'actualitat està ubicada a la Biblioteca Sackler a Oxford.